# Neuroxena flammea
Neuroxena flammea är en fjärilsart som beskrevs av William Schaus 1926. Neuroxena flammea ingår i släktet Neuroxena och familjen björnspinnare. Inga underarter finns listade i Catalogue of Life.